# Brian Tee
Brian Tee (Okinawa, 15 maart 1977) is een in Japan geboren Amerikaans acteur en filmproducent.

## Biografie
Tee werd geboren in Okinawa bij een Japanse/Amerikaanse vader en een Koreaanse moeder, op tweejarige leeftijd emigreerde hij met zijn ouders naar Amerika waar hij opgroeide in Hacienda Heights. Hij doorliep de high school aan de Glen A. Wilson High School aldaar, hier was hij actief in het American football. Na zijn highschool studeerde hij af met een bachelor of arts in theaterwetenschap en performance aan de Universiteit van Californië in Berkeley (Californië). Naast het Engels spreekt hij ook vloeiend Japans en Koreaans.
Tee begon in 2000 met acteren in de televisieserie The Pretender, waarna hij nog meerdere rollen speelde in televisieseries en films. 

## Filmografie

### Films
Uitgezonderd korte films.
- 2019 Eiga Doraemon: Nobita no getsumen tansaki - als Kim
- 2017 The Beautiful Ones - als Casper
- 2016 Teenage Mutant Ninja Turtles: Out of the Shadows - als Shredder
- 2016 Love Is a Four-Letter Word - als Adam
- 2015 Roswell FM - als Dwayne Archimedes
- 2015 Jurassic World - als Hamada
- 2015 Rush Hour 4: Face/Off 2 - als Choi
- 2014 One Christmas Eve - als dr. Chen
- 2014 No Tears for the Dead - als Chaoz
- 2014 The Gabby Douglas Story - als Liang Chow
- 2013 Wedding Palace - als Jason
- 2013 The Wolverine - als Noburo
- 2013 Anatomy of Violence - als Bill Goddard
- 2009 Chain Letter - als Brian Yee
- 2009 Deadland - als Jax
- 2007 Finishing the Game: The Search for a New Bruce Lee - als Mac Chang
- 2006 The Fast and the Furious: Tokyo Drift - als D.K.
- 2006 All In - als speler Rosenbloom
- 2005 Fun with Dick and Jane - als sushi kok
- 2004 Tiger Cruise - als MA2 Chan
- 2004 Starship Troopers 2: Hero of the Federation - als Thom Kobe
- 2002 Austin Powers 3: Goldmember - als Japanner
- 2002 We Were Soldiers - als Jimmy Nakayama

### Televisieseries
Uitgezonderd eenmalige gastrollen.
- 2025 Reacher - als Quinn - 8 afl.
- 2023-2024 Expats - als Clarke - 6 afl.
- 2015-2022 Chicago Med - als dr. Ethan Choi - 136 afl.
- 2016-2018 Chicago Fire - als dr. Ethan Choi - 7 afl.
- 2016-2018 Chicago P.D. - als dr. Ethan Choi - 9 afl.
- 2012-2013 Grimm - als Akira Kimura - 3 afl.
- 2013 Mortal Kombat - als Liu Kang - 3 afl.
- 2008-2009 Crash - als Eddie Choi - 13 afl.
- 2007 Grey's Anatomy - als Andy - 2 afl.
- 2005-2006 Zoey 101 - als Kazu - 3 afl.

### Computerspellen
- 2011 Kinect Disneyland Adventures - als stem
- 2008 Saints Row 2 - als Jyunichi

### Filmproducent
- 2013 Wedding Palace - film
- 2012 ThePerfectSomeone.com - korte film
- 2011 Red Shift - televisieserie - 1 afl.
- 2009 Deadland - film

- Biblioteca Nacional de España: XX5648447
- Gemeinsame Normdatei: 1235856453
- International Standard Name Identifier: 0000 0003 8478 4019
- Library of Congress Control Number: no2012136131
- Virtual International Authority File: 277579250
- WorldCat: E39PBJkMGrhfQ8MCyyKgtfY773